# Helene Thau

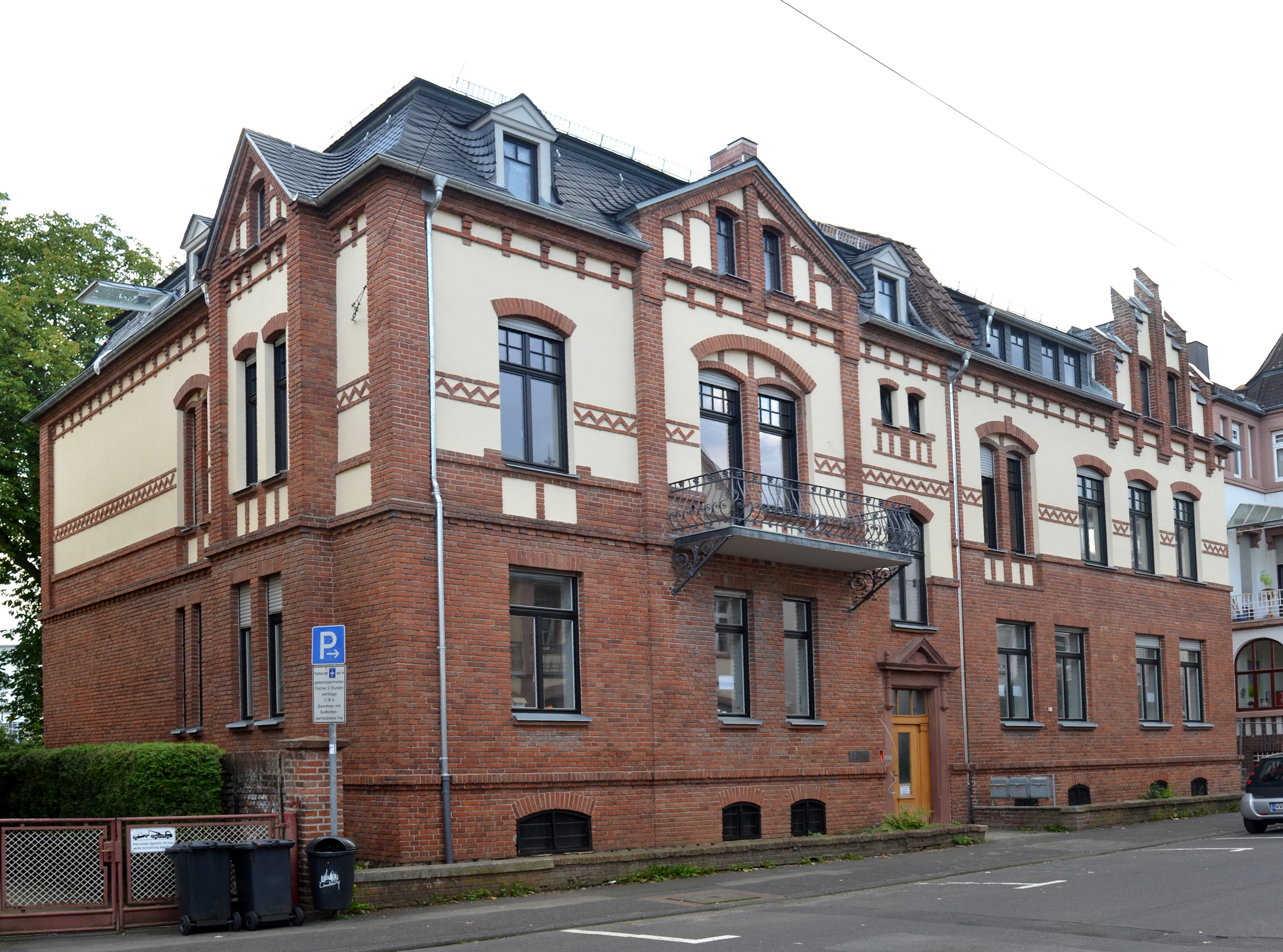
Gebäude der ehemaligen „Thau-Schule“ in Limburg

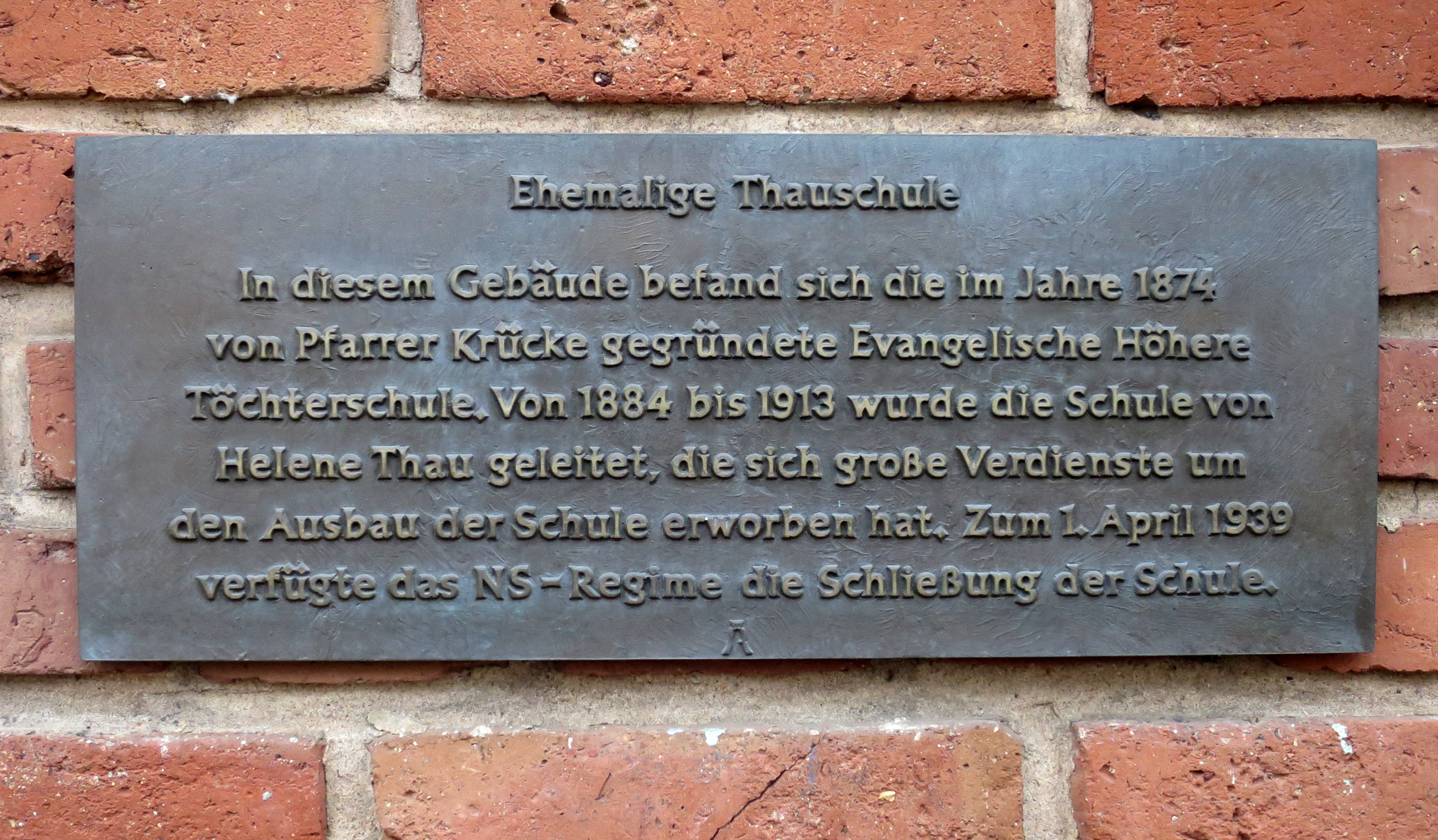
Schild am Gebäude Parkallee 11–13

Helene Thau (* 6. Februar 1844 in Neuwied; † 10. Mai 1934 in Limburg an der Lahn) war eine deutsche Lehrerin und Schulleiterin.

## Biographie
1862 legte Helene Thau ihre Zulassungsprüfung als Lehrerin ab. Im Jahr darauf wurde sie Hauslehrerin in einer britischen Offiziersfamilie. Einige Jahre verbrachte sie in den Diensten dieser Familie in Nassau auf den Bahamas. „Diese Auslandsaufenthalte erweiterten ihren ‚Horizont‘, sie war nicht engstirnig, sondern weltoffen, was sich in ihrem Lehrstil widerspiegelte.“ 1871 kehrte sie nach Deutschland zurück. Anschließend war sie als Lehrerin an Schulen in Hamm und im böhmischen Eger tätig. 1873 erhielt Helene Thau vom Königreich Preußen die Genehmigung zur Gründung einer Mädchenschule in Solingen, der späteren August-Dicke-Schule. Da sich die Stadt Solingen weigerte, Trägerschaft und Kosten für die Schule zu übernehmen, verließen Helene Thau und ihr Kollege Friedrich Hengstenberg diese 1881.
Anschließend ging Thau nach Limburg an der Lahn und wurde dort 1884 erste Direktorin der evangelischen „Höheren Töchterschule“, die seit ihrer Gründung 1874 von Pfarrer Wilhelm Krücke (Vater des späteren Wiesbadener Oberbürgermeisters Georg Krücke) geleitet worden war. Im Laufe der Jahre erhielt die Schule die Beinamen Thau-Schule oder Thau-Institut, die bis zu ihrer Schließung beibehalten wurden. 1884 hatte die Schule 51 Schülerinnen, bis 1913 verdoppelte sich die Zahl.
1912 feierte Helene Thau ihr 50-jähriges Jubiläum als Lehrerin. Eine Schülerin erinnerte sich an die „kleine rundliche Dame“: „Eine bessere Pädagogin als Fräulein Thau ist mir im Leben nicht begegnet. [...] Unterschiede kannte bzw. machte sie nicht.“ Auch sei sie immer „ausgeglichen“ gewesen, was die Schülerin auf ihren Glauben zurückführte. Im Dezember des Jahres musste sie jedoch im Alter von 70 Jahren nach einem Oberschenkelhalsbruch und längerer Bettlägerigkeit die Arbeit aufgeben. Im Jahr 1934 wurde ihr 90. Geburtstag groß gefeiert: Alle Schülerinnen der Schule versammelten sich vor ihrem Wohnhaus und brachten ihr ein Ständchen, die Straße war geflaggt.
1939 wurde die Schule von den NS-Behörden geschlossen, und nach 1945 wurde sie nicht wieder eröffnet.
Das ehemalige Gebäude der Schule in der Parkstraße 11–13 in Limburg steht heute unter Denkmalschutz.